# چقدر باحال هستیم ۲
چقدر باحال هستیم ۲ یا ما خیلی باحال هستیم (به هندی: Kyaa Super Kool Hain Hum) فیلمی محصول سال ۲۰۱۲ و به کارگردانی ساچین یاردی است. در این فیلم بازیگرانی همچون ریتیش دشموک، توشار کاپور، نها شارما، سارا جین دیاز، انوپم کهیر، چانکی پاندی، دلناز ایرانی، روهیت شتی ایفای نقش کرده‌اند.
این فیلم دنباله چقدر باحال هستیم می باشد و در سال ۲۰۱۶ قسمت سوم این مجموعه با نام چقدر باحال هستیم ۳ ساخته شد.